# Anticrates
Anticrates is een geslacht van vlinders van de familie Lacturidae.

## Soorten
- A. agrippina Meyrick, 1930
- A. anticlina Meyrick, 1907
- A. argyroplintha Meyrick, 1938
- A. autobrocha Meyrick, 1922
- A. crocophaea Meyrick, 1921
- A. chrysantha Meyrick, 1905
- A. decaplaca Meyrick
- A. denticulata Diakonoff, 1967
- A. despotica Meyrick, 1926
- A. difflua Meyrick, 1926
- A. digitosa Diakonoff, 1967
- A. electropis Meyrick, 1921
- A. erythromima Meyrick, 1906
- A. eulimna Meyrick, 1913
- A. haematantha Meyrick, 1924
- A. hygraema Meyrick, 1927
- A. lucifera Meyrick
- A. mesopercna Meyrick, 1926
- A. metreta (Turner, 1903)
- A. miltochorda Meyrick, 1914
- A. paratarsa Meyrick, 1913

- A. paraxantha Meyrick, 1907
- A. phaedima Turner, 1913
- A. rhodometra Diakonoff, 1967
- A. rutilella Pagenstecher, 1900
- A. sanguinicornis Walsingham, 1900
- A. thermastris Meyrick
- A. tridelta Meyrick, 1907
- A. venatrix Meyrick
- A. xanthomima (Meyrick, 1906)
- A. zapyra Meyrick, 1907